# 政治学方法論
政治学方法論（せいじがくほうほうろん）は、政治学の方法に関する研究、またはそれを論じる分野のことを指す。この記事においては、実証的な政治学研究における方法論の議論を中心に、現代の政治学研究においてなされている議論について述べる。

## 政治学の諸領域と政治学方法論
伝統的に、西洋政治学の研究は、プラトン・アリストテレスに始まり、ホッブズ・ロック・ルソーらの近代の社会契約論を経てマルクス主義に至るまで、特定の政治思想的な立場に基づく規範的な議論、次いでジョン・スチュアート・ミル『代議制統治論』に見られるような制度論的議論が主流を占めていた。このような流れを現代に引きついでいるのが政治思想史（政治学史とも呼ばれる）や政治哲学の領域であり、それと密接に関係するのが歴史学的方法論に基づいて研究される政治史の領域である。これらの諸領域は、現代においてもなお、政治学の研究領域の一部と考えられており、それぞれ研究が進められている。
これとは別に、主にアメリカ合衆国で発展したのが実証的な研究手法を用いる政治学的研究（＝政治科学 Political Scienceとも呼ばれる）である。現代における政治学研究において、このような実証的な研究は大きな重要性を持っており、それぞれ分析対象や方法論から政治過程論、政治行動論、比較政治学、行政学などの諸領域において研究が進められている。これらの諸領域においては、政党や利益団体、選挙や投票行動、政治文化、政治体制などが検討されるほか、隣接領域として国際政治学や公共政策論などが存在する。

## アメリカにおける政治科学の成立と発展
前述のように、（特に20世紀の）アメリカ合衆国においては、それまでの規範的・制度論的な政治学とは異なる、実証的な方法論に基づく政治学研究が発展した。そのような研究の先駆者と目されるのが、『統治過程論』などを執筆したアーサー・ベントリー（1870年 - 1957年）や、『政治における人間性』を執筆したグラハム・ウォーラス（1858年 - 1932年）である。
このような先駆的な研究に続いて、本格的に実証的な研究の方法論を政治学の領域に導入した領域のひとつが、投票行動論の分野である。コロンビア大学の研究者によって示された、投票行動における社会学的モデルは、投票行動における政党の選択が、有権者の社会的な諸属性によって決まることを主張した。また、その後、ミシガン大学の研究グループは、コロンビア学派の示した社会学的な要素の投票行動に対する影響に加え、社会心理学的な要素も投票行動に影響を与えることを指摘している。これらの諸知見は、社会調査に基づいて行われており、特にミシガン大学による調査では、当時発展しつつあったコンピュータを用いた分析などが行われたことが特筆される。
その後、このような実証的な方法論に基づく政治学研究は、心理学、社会学など広く他の人文社会学系学問と歩調を合わせるように、行動主義に基づく行動論政治学として展開される。この立場を代表するのが、システム理論を政治学の領域に適用し、政治システム論を展開したデヴィッド・イーストンである。彼は、サイバネティクスなどの影響も受けながら、政治システムの構造を図式化し、そのメカニズムを相対的に捉える枠組みを示そうとした。
これに加えて、第二次世界大戦後のアメリカで発展し、1980年代以降に大きな影響力を持っているのが合理的選択理論である。これは、ミクロ経済学の方法論的個人主義に基づいた分析を政治の領域においても適用しようと試みるものであり、効用の最大化を目指す合理的な有権者を想定したモデルを用いたアンソニー・ダウンズによる投票行動研究などがその先駆的なものと言え、その後広く研究されるようになった。

## KKVの影響
以上のように、現在のアメリカにおいては社会学（および心理学）的な統計的な手法を用いる帰納的な研究および、経済学の知見を参考に演繹的なモデルを構築し、それによって政治現象を説明することを目指す研究が行われている。これらはそれぞれ相補的なものであると考えられるが、研究を進めるための方法論的な手引としてキング・コヘイン・ヴァーバ『社会科学のリサーチ・デザイン』(Designing Social Inquiry, 1994）が執筆され、現代アメリカの政治学研究、政治学教育において、一定の存在感を示すと同時に、様々な方法論的な議論の源泉ともなっている。同書は特に、多数のサンプルに基づいて行われる定量的な研究の方法論的な特徴を明確とすると同時に、同様の方法論の定性的、質的な研究への適用の可能性を探ったものである。
同書は、特に21世紀に入ってからの日本の政治学方法論における議論や、政治学教育に影響を与え、近年では、一般学部生向けの政治学教科書でも現代政治学の方法論を定式化したものとして取り上げられることが多い。この際には、主に実証的な政治学研究において「推論」の持つ方法論的意義が示され、対象に見られる一定の「規則性」を記述する「記述的推論」と、対象に見られる「規則性」の背後にある因果関係を明らかにしようとする「因果的推論」の類型がそれぞれ示される。

## 『レヴァイアサン』と日本の政治学研究
戦後日本の政治学研究においては、西洋政治思想史の南原繁、福田歓一や、日本政治思想史の丸山真男などに代表される思想史的研究が当初重要な位置を占めていた。そういった意味で、特に戦後初期においては、上記で示したような実証的なアメリカ政治学の影響は限定的であったと考えられるが、高度成長期前後の研究としては、京極純一や三宅一郎らの研究が実証的な方法論を用いたものとして特筆される。
このような状況に対抗して、猪口孝・大嶽秀夫・村松岐夫・蒲島郁夫らによって創刊された政治学研究の論文誌が『レヴァイアサン』である。同誌は、いわゆる「日本文化論」に対する批判意識を基盤に、印象評論的なものでない、実証的で経験的な政治学研究の発表の場を提供することを目的として創刊された。『読売新聞』や『日本経済新聞』などに好意的に取り上げられるなど衆目を集め、その後、2018年に終刊となるまで、日本の政治学研究に対して一定の影響を与えた。
また、近年は政治学方法論に関する研究や教育も盛んになっており、方法論を検討の対象とする教科書、研究書が日本においても出版されている。

## 規範理論における方法論的議論
以上で見てきた実証的な領域に比べ、政治思想史、政治哲学などの領域においては、相対的に方法論的な問題に対する関心は低調であるとも言える。その一方で、主にジョン・ロールズ以後の英米圏の政治哲学（「分析的政治哲学」と呼ばれることが多い）の展開を踏まえ、「概念分析」をその中核とする分析的な政治哲学の方法論に関する検討がなされていることは注目される。また、規範理論と経験的研究の行動の協働も模索されている。

## 先端的な議論の展開
また、経験的研究においては、上述の社会学的（統計的）な方法や経済学的方法の他に、新たな方法を追求する試みがなされている。前述の『レヴァイアサン』では、44号（2009年）で「ニューロポリティックス、ニューロエコノミックス」という特集を組み、生物学的知見と政治学的研究を結びつける試みがなされている。
また、実験を用いた研究が政治現象についてもなされるようになってきたことも近年の特徴である。一般に自然科学が実験という方法を採用しやすいのに対し、人文社会科学の諸領域では、変数の統制に関する問題や倫理的な問題から、あまり実験アプローチが用いられることが少なかったが、近年は以前よりも方法のひとつとして用いられるようになってきており、政治学により適合した実験の方法論的改良の必要性なども提起されている。